# Joel Silver
Joel Silver (nasceu em 14 de Julho de 1952) é um produtor de filmes de grande sucesso em Hollywood.
Silver cresceu em South Orange, New Jersey. Ele cursou a Columbia High School em Maplewood, New Jersey onde onde ele teve o crédito de inventar um esporte chamado Ultimate Frisbee (hoje conhecido nos E.U.A. apenas como "Ultimate"). Em 1970, ele cursou o Lafayette College, onde formou a primeira equipe de Ultimate no colégio. Ele terminou seus estudos sem se graduar na Faculde de artes de Tisch da Universidade de New York.
O primeiro trabalho creditado a ele como produtor associado foi The Warriors (1979).
Ele aparece no inicio dos créditos de Who Framed Roger Rabbit como diretor do curta animado "Something's Cookin'".
Em 10 de Julho de 1999, Silver se casou com a sua produtora assistente Karyn Fields.
Ele atualmente trabalha em duas produtoras, a Silver Pictures e Dark Castle Entertainment.

## Outros
Ele é um dos mais conhecidos especialistas em Frank Lloyd Wright, e possui varias casas que ele projetou. Entretanto ele disse uma vez: "Eu compro arte - pois não sei faze-la."

## Créditos como produtor
- Wonder Woman (anunciada)
- Speed Racer (2008)
- Moonlight (serie tv) (2007)
- The Visiting (2007)
- The Reaping (2007)
- V for Vendetta (2005)
- Kiss, Kiss, Bang, Bang (2005)
- House of Wax (2005)
- Veronica Mars (TV) (2004)
- Bet Your Life (2004)
- Next Action Star (TV) (2004)
- Newton  (TV) (2003)
- Gothika (2003)
- The Matrix Revolutions (2003)
- Enter the Matrix (Video game) (2003)
- The Matrix Reloaded (2003)
- The Animatrix (2003)
- Cradle 2 the Grave (2003)
- Ghost Ship (2002)
- Ritual (2001)
- Jane Doe (2001)
- The Matrix Revisited (2001)
- Thir13en Ghosts (2001)
- Swordfish (2001)
- Proximity (2001)
- Exit Wounds (2001)
- Dungeons & Dragons: The Movie (2000)
- Freedom (TV) (2000)
- Romeo Must Die (2000)
- House on Haunted Hill (1999)
- The Strip  (TV) (1999)
- Action (TV) (1999)
- Made Men (1999)
- The Matrix (1999)
- Lethal Weapon 4 (1998)
- Double Tap (1997)
- Conspiracy Theory (1997)
- Perversions of Science (TV) (1997)
- Fathers' Day (1997)
- Bordello of Blood (1996)
- Executive Decision (1996)
- Fair Game (1995)
- Assassins (1995)
- W.E.I.R.D. World (1995)
- Demon Knight (1995)
- Richie Rich (1994)
- Demolition Man (1993)
- Lethal Weapon 3 (1992)
- Two-Fisted Tales (1991)
- The Last Boy Scout (1991)
- Ricochet (1991)
- Hudson Hawk (1991)
- Parker Kane (1990)
- Predator 2 (1990)
- The Adventures of Ford Fairlane (1990)
- Die Hard 2: Die Harder (1990)
- Lethal Weapon 2 (1989)
- Tales from the Crypt (TV) (1989)
- Road House (1989)
- Die Hard (1988)
- Action Jackson (1988)
- Predator (1987)
- Lethal Weapon (1987)
- Jumpin' Jack Flash (1986)
- Commando (1985)
- Weird Science (1985)
- Brewster's Millions (1985)
- Streets of Fire (1984)
- Jekyll & Hyde... Together Again (1982)
- 48 Hours (1982)
- Xanadu (1980)
- The Warriors (1979)